# L'Ordre des rôdeurs
L'Ordre des rôdeurs (titre original : The Ruins of Gorlan) est le premier roman fantastique de John Flanagan de la série L'Apprenti d'Araluen, édité en 2004 puis traduit en français et publié en 2007.

## Résumé
Will rêve de devenir chevalier, comme son père, mort en tant que chaumière au combat. Mais c'est un tout autre destin qui lui est réservé ! Il sera l'apprenti du sombre Halt, un Rôdeur aux pouvoirs troublants, défenseur secret du royaume d'Araluen. Pour maintenir la paix du domaine, Will doit apprendre la magie de la dissimulation et devenir une ombre parmi les ombres. Mais il lui faut faire vite, car le seigneur Morgarath menace de reprendre le pouvoir par le feu et le sang. 

## Personnages Principaux
Will: il est timide et frêle mais au fil du livre, il va s'endurcir en s'entrainant aux côtés de Halt
Halt: